# Ulrich Ammann (Politiker)
Ulrich Ammann (* 6. Februar 1921 in Langenthal; † 20. März 2006 ebenda) war ein Schweizer Maschineningenieur, Unternehmer und Politiker.

## Leben und Werk

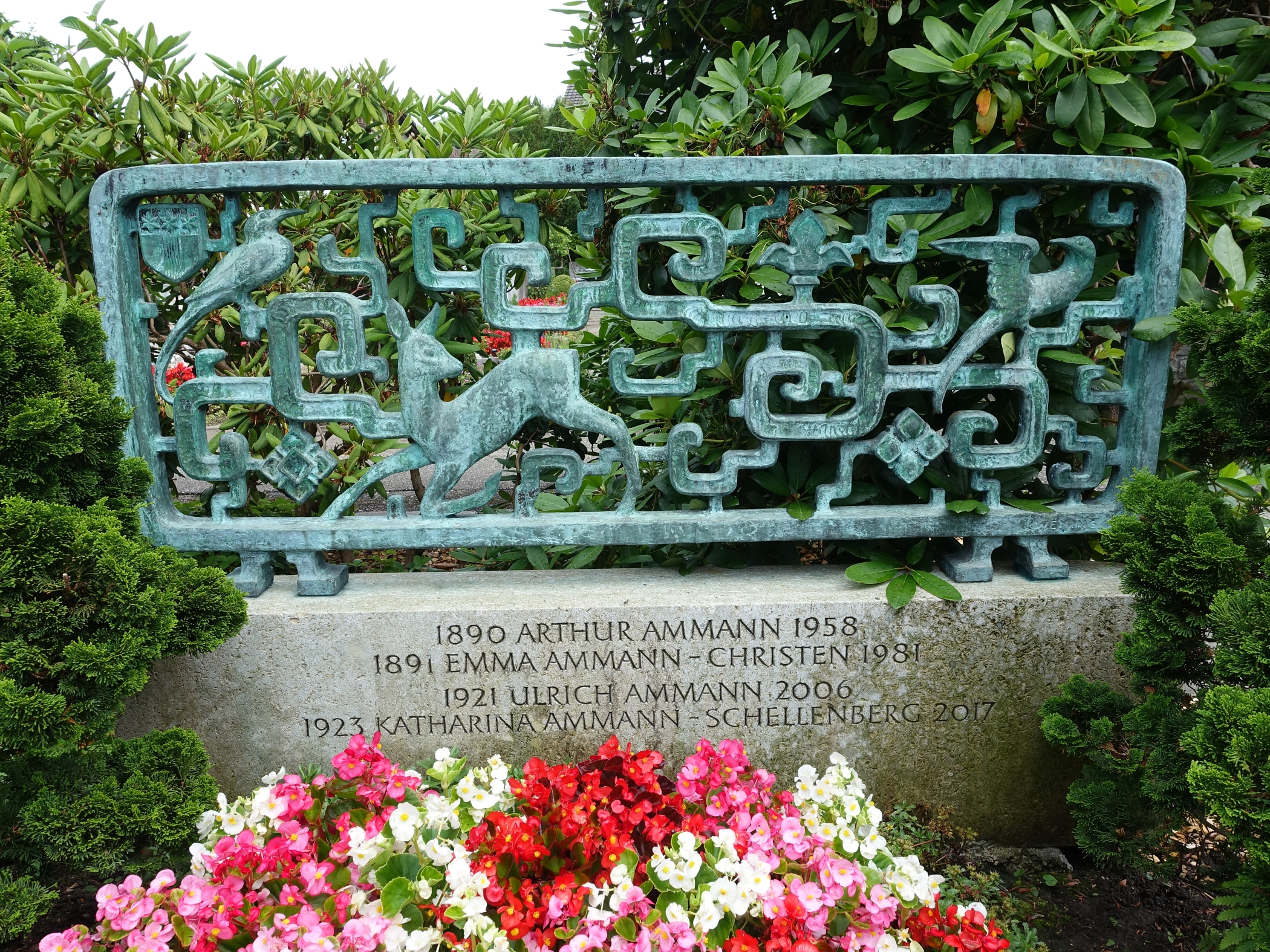
Familiengrab

Ulrich Ammann war ein Sohn des Unternehmers Arthur Ammann (1890–1958), Inhaber der Firma Ammann Group, und der Emma Alvina, geborene Christen (1891–1981).
Ammann schloss 1945 sein Maschineningenieurs- und Betriebswissenschaftsstudium an der ETH Zürich ab. 1946 war er im väterlichen Unternehmen verantwortlich für die Produkte und Organisation. Nach dem Tod seines Vaters übernahm er die Leitung der Firma, die er bis 1988 innehatte. Als FDP-Politiker war er von 1953 bis 1968 im Gemeinderat von Langenthal; von 1975 bis 1987 gehörte er dem Nationalrat an.
Ammann war seit 1946 mit Katharina, geborene Schellenberg (1923–2017), verheiratet. Seine letzte Ruhestätte fand er auf dem reformierten Friedhof in Langenthal. Die Grabplastik schuf Rudolf Wening.